# Boreout
Boreout, también llamado síndrome de Boreout, es un síndrome caracterizado por las alteraciones psicológicas que produce en el ser humano hasta tal punto de fingir que hace algo cuando en las 8 horas diarias de trabajo, no tiene nada que hacer. Está catalogado dentro de los Riesgos del Trabajo en la subcategoría Riesgos derivados de la Carga y Organización del Trabajo', siendo, junto con el Síndrome de Burnout los dos síndromes derivados de la organización del trabajo, junto al estrés y al mobbing.

## Elementos
Según Peter Werder y Philippe Rothlin, la ausencia de tareas significativas, más que la presencia de la tensión, es el principal problema de muchos trabajadores. Boreout consiste en tres elementos: aburrimiento, falta de reto, y carencia del interés. Estos autores discrepan con las opiniones comunes de que un empleado desmotivado es perezoso; en lugar, demandan que el empleado ha perdido interés en las tareas del trabajo. Aquellos que sufren del síndrome laboral boreout están "descontentos con su situación profesional" en que ellos se sienten frustrados siendo impedidos, por los mecanismos o los obstáculos institucionales como por su falta de actitud, de satisfacer su potencial (como usando sus habilidades, conocimiento, y capacidades de contribuir al desarrollo de su compañía) y/o de recibir el reconocimiento oficial por sus esfuerzos.
Los autores sugieren que la razón por la cual los investigadores y los patrones pasan por alto la magnitud de problemas relacionados con el boreout es que son poco reportados porque revelarlos expondría al trabajador al riesgo del estigma social y de efectos económicos adversos. (De la misma manera, muchos administradores y compañeros de trabajo consideran el nivel de estrés de un empleado en el lugar de trabajo como un indicativo del estado de ese empleado allí.)
Existen varias razones por las cuales podría producirse en boreout. Los autores señalan que es poco probable que se produzca en trabajos que no son sedentarios donde el empleado debe centrarse en acabar una tarea específica (e.g., cirujana) o ayudar a la gente en una necesidad (e.g., un niñero). En términos de procesos del grupo, puede ocurrir que el jefe o ciertos individuos poderosos o ambiciosos con el equipo tomen para sí todo el trabajo interesante dejando solamente las tareas aburridas para los demás. Alternativamente, la estructura de la organización puede promover simplemente esta ineficacia. Por supuesto, pocos si algunos empleados (incluso entre los que preferirían irse) desean ser despedidos, así que la extensa mayoría están poco dispuestos y es raro llamar la atención a la naturaleza prescindible de su papel. Como tal, aunque un empleado tiene muy poco trabajo que hacer, el o ella da la apariencia de ocupado (ej., el asegurarse que un documento relacionado con su trabajo esté abierto en su computadora, cubriendo su escritorio con las carpetas del archivo, y llevarse el maletín (sea vacío o cargado) del trabajo a su hogar y viceversa).
Werder y Rothlin citan investigaciones en la pérdida de tiempo en el trabajo realizado por AOL y salary.com en 2005. La encuesta de 10.000 empleados demostró que el trabajador medio fragmentó 2.09 horas ausentes por día de ocho horas fuera de su tiempo de la rotura en tareas no relacionadas al trabajo. La razón citada lo más a menudo posible para este comportamiento (por el 33% de sujetos; vea qué metodología del estudio por si los temas podrían citar más de una razón) era falta de la gerencia para asignar tareas específicas a los empleados específicos.

## Causas que lo provocan
Aunque el Síndrome de Boreout es de aparición repentina, hay una serie de elementos que le pueden llegar a desencadenar, entre los que se encuentran:
- Inestabilidad en el empleo: Aquellas situaciones en las que el trabajador se encuentre en una situación de empleo inestable.
- Sobrecarga de trabajo: Aquella situación en la que el trabajador se encuentre saturado de tanta carga de trabajo.
- Elevada responsabilidad de puesto de trabajo: Aquellas situaciones en las que el trabajador se vea rendido porque su puesto ocupa una elevada responsabilidad y no se siente capacitado para llevarlo a cabo.
- Conflicto de rol: Aquella situación en la que un trabajador se encuentra confundido, o cree que ocupa un rol que no le pertenece.
- Pérdida de vocación: Puede ocurrir en profesiones que sean repetitivas en su tiempo, como la profesión de la enseñanza y la sanidad.
- Repetitividad de las mismas tareas: A todo trabajador le cansa estar realizando todos los días la misma tarea, y se llega a creer inútil para el cumplimiento de otras.

## Efectos sobre la salud
El Síndrome de Boreout puede llegar a provocar los siguientes efectos sobre la salud:
- Fatiga crónica y envejecimiento.
- Problemas musculares.
- Pérdida de la concentración.
- Acciones hostiles en el trabajo.
- Adicciones al alcohol y al tabaco.
- Bajada del rendimiento.
- Ansiedad y Depresión